# Crocidophora serratissimalis
Crocidophora serratissimalis là một loài bướm đêm trong họ Crambidae.